# Amanda Levete
Amanda Levete (Bridgend, Gal·les del Sud, 17 de novembre de 1955) és una arquitecta britànica. Va ser integrant de l'equip conegut com a Future Systems i des de l'any 2009 és titular de la important firma Amanda Levete Architects coneguda com a A_LA.
Va estudiar a l'escola St Paul's Girls School, a Londres, i en la Hammersmith School of Arth abans d'inscriure's en l'Architectural Association, Escola d'Arquitectura de Londres. Després va ser aprenenta de la firma arquitectònica de Will Alsop i també de l'arquitecte Richard Rogers. En aquesta etapa va conèixer els arquitectes Jan Kaplický i David Nixon. Des de 1989 va treballar al costat d'ells en Future Systems, l'estudi d'arquitectura i disseny fundat a Londres el 1979 per Kaplický i Nixon. El 1989, Levete es va convertir en sòcia de Future Systems.
Aquesta firma es va caracteritzar pel desenvolupament i la producció d'arquitectura orgànica, a partir de la utilització d'altes tecnologies, i va ser reconeguda com una de les més innovadores del Regne Unit. Future Systems va completar treballs que inclouen els grans magatzems Selfridges a Birmingham i el Lord's Media Centre, el qual va guanyar el Premi Stirling el 1999.
Es va vincular amb Kaplický en la dècada del 80, es van casar el 1991 i es van divorciar l'any 2006. El 2008, Kaplický i Levete van decidir dividir la societat. A partir d'aquest moment Kaplický estableix una seu de Future Systems a Praga i Amanda Levete continua amb la seu de la capital anglesa. L'estudi es va dissoldre definitivament el 2009. El 14 de gener de 2009, Kaplický va morir en la República Txeca, i al cap de poc de temps, l'empresa es va disgregar.
El 2009 Levete va fundar la seva pròpia firma, AL_A, i el 2011 va realitzar un disseny temporal de l'entrada, pati i galeria per al Victoria and Albert Museum a Londres. La idea que va sustentar la seva proposta implicava la generació d'una peça de gran grandària de fusta de roure vermell que, literalment, vinculava el museu al carrer. La instal·lació de dotze metres d'alçada, condicionada per la grandària de l'accés, es va resoldre unint peces de petita dimensió, que embolicaven un arc, definint amb això una gran ona circular. Para aquest projecte es va utilitzar un programa especial de disseny paramètric.
El 2014 es va anunciar que AL_A havia estat triat per dissenyar el segon M-Pavelló de la Fundació Naomi Milgrom a Melbourne.
En 2018 va guanyar el Premi Jane Drew, que reconeix una arquitecta que, a través del seu treball i compromís amb l'excel·lència en el disseny dona visibilitat a la dona en arquitectura.
Entre els projectes d'AL_A es troben: una intervenció ampliació al Museu V & A de Londres, el Pont Spencer Dock a Dublín, Irlanda, o el Museu d'Art, Arquitectura i Tecnologia de Lisboa, amb un complex enrajolat ceràmic i espais públics oberts, que transmeten la sensualitat dels materials i integren espai per la socialització, i el desenvolupament d'un Centre Comercial d'alt nivell vinculat a un hotel de trenta pisos i sis estrelles a Bangkok. Aquest projecte es va plantejar on funcionava l'exambaixada del Regne Unit a Bangkok. Altres encàrrecs inclouen la remodelació de les Galeries Lafayette Haussmann de París, un nou centre per a l'organització benèfica Maggie's a Southampton i la mesquita del World Trade Center a Abu Dhabi.